# UE Sant Andreu
Az UE Sant Andreu, teljes nevén Unió Esportiva Sant Andreu egy spanyol labdarúgócsapat. A klubot 1925-ben alapították, jelenleg a harmadosztályban szerepel.

## Jelenlegi keret
| # |     | Poszt | Név            |
| - | --- | ----- | -------------- |
|   | ESP | K     | José Morales   |
|   | ESP | K     | Oliver Sánchez |
|   | ESP | V     | Álex Cacho     |
|   | ESP | V     | Uri            |
|   | ESP | V     | Enric Socías   |
|   | ESP | V     | Ismael Moyano  |
|   | ESP | V     | Xavier Pelegrí |
|   | ESP | V     | Dani Guillén   |
|   | ESP | V     | Raúl Fernández |
|   | ESP | KP    | Héctor Bueno   |
|   | ESP | KP    | Curro          |

| # |     | Poszt | Név              |
| - | --- | ----- | ---------------- |
|   | ESP | KP    | Dani Martí       |
|   | ESP | KP    | David Llobet     |
|   | ESP | KP    | Pere Tarradellas |
|   | ESP | KP    | Francisco Aday   |
|   | ESP | KP    | Xavi Moro        |
|   | ESP | KP    | Lluis Blanco     |
|   | ESP | CS    | Joel Álvarez     |
|   | ESP | CS    | David Miguélez   |
|   | ESP | CS    | Roger Matamala   |
|   | ESP | CS    | Albert Manteca   |

## Statisztika
| Szezon      | Osztály    | Poz. | Copa del Rey |
| ----------- | ---------- | ---- | ------------ |
| 1940/41     | 3ª         | 2.   |              |
| 1941-42-től | Regionális | —    |              |
| 1946-47-ig  | Regionális | —    |              |
| 1947/48     | 3ª         | 2.   |              |
| 1948/49     | 3ª         | 4.   |              |
| 1949/50     | 3ª         | 1.   |              |
| 1950/51     | 2ª         | 4.   |              |
| 1951/52     | 2ª         | 12.  |              |
| 1952/53     | 2ª         | 8.   |              |
| 1953/54     | 3ª         | 3.   |              |
| 1954/55     | 3ª         | 3.   |              |
| 1955/56     | 3ª         | 8.   |              |
| 1956/57     | 3ª         | 10.  |              |
| 1957/58     | 3ª         | 1.   |              |
| 1958/59     | 3ª         | 13.  |              |
| 1959/60     | 3ª         | 12.  |              |

| Szezon  | Osztály | Poz. | Copa del Rey |
| ------- | ------- | ---- | ------------ |
| 1960/61 | 3ª      | 10.  |              |
| 1961/62 | 3ª      | 5.   |              |
| 1962/63 | 3ª      | 5.   |              |
| 1963/64 | 3ª      | 5.   |              |
| 1964/65 | 3ª      | 11.  |              |
| 1965/66 | 3ª      | 5.   |              |
| 1966/67 | 3ª      | 8.   |              |
| 1967/68 | 3ª      | 5.   |              |
| 1968/69 | 3ª      | 1.   |              |
| 1969/70 | 2ª      | 8.   |              |
| 1970/71 | 2ª      | 7.   |              |
| 1971/72 | 2ª      | 10.  |              |
| 1972/73 | 2ª      | 6.   |              |
| 1973/74 | 2ª      | 8.   |              |
| 1974/75 | 2ª      | 7.   |              |
| 1975/76 | 2ª      | 14.  |              |

| Szezon  | Osztály | Poz. | Copa del Rey |
| ------- | ------- | ---- | ------------ |
| 1976/77 | 2ª      | 19.  |              |
| 1977/78 | 2ªB     | 11.  |              |
| 1978/79 | 2ªB     | 8.   |              |
| 1979/80 | 2ªB     | 17.  |              |
| 1980/81 | 3ª      | 9.   |              |
| 1981/82 | 3ª      | 9.   |              |
| 1982/83 | 3ª      | 4.   |              |
| 1983/84 | 3ª      | 4.   |              |
| 1984/85 | 3ª      | 1.   |              |
| 1985/86 | 3ª      | 3.   |              |
| 1986/87 | 3ª      | 20.  |              |
| 1987/88 | 3ª      | 2.   |              |
| 1988/89 | 3ª      | 3.   |              |
| 1989/90 | 3ª      | 1.   |              |
| 1990/91 | 2ªB     | 13.  |              |
| 1991/92 | 2ªB     | 1.   |              |
| 1992/93 | 2ªB     | 2.   |              |
| 1993/94 | 2ªB     | 7.   |              |

| Szezon  | Osztály    | Poz. | Copa del Rey |
| ------- | ---------- | ---- | ------------ |
| 1994/95 | 2ªB        | 15.  |              |
| 1995/96 | 2ªB        | 12.  |              |
| 1996/97 | 2ªB        | 19.  |              |
| 1997/98 | 3ª         | 15.  |              |
| 1998/99 | 3ª         | 19.  |              |
| 1999/00 | Regionális | —    |              |
| 2000/01 | 3ª         | 13.  |              |
| 2001/02 | 3ª         | 4.   |              |
| 2002/03 | 3ª         | 3.   |              |
| 2003/04 | 3ª         | 8.   |              |
| 2004/05 | 3ª         | 3.   |              |
| 2005/06 | 2ªB        | 11.  |              |
| 2006/07 | 2ªB        | 17.  |              |
| 2007/08 | 3ª         | 2.   |              |
| 2008/09 | 2ªB        | 3.   |              |
| 2009/10 | 2ªB        | 1.   | -            |
| 2010/11 | 2ªB        | —    | 3. kör       |

## Ismertebb játékosok
- Ildefons Lima
- Matías Irace
- Alberto Edjogo
- Cipariu Tudor
- Domènec Balmanya
- Tintín Márquez
- Ángel Rangel
- Unai Vergara
- David Karanka

## Külső hivatkozások
- Hivatalos weboldal (katalánul)
- Futbolme (spanyolul)